# Суханов, Сергей Владимирович
Серге́й Влади́мирович Суха́нов (укр. Сергій Володимирович Суханов; род. 6 апреля 1995, Ахтырка, Сумская область) — украинский футболист, защитник клуба «Оболонь».

## Биография
Воспитанник футбольных школ киевского «Динамо» и клуба «Княжа». Сначала играл в мини-футбольном клубе «ОНПР-Укрнефть» (Ахтырка). С 2014 по 2016 год выступал в чемпионате Сумской области за ахтырский «Нефтяник-2». В конце февраля 2017 был переведен в первую команду «Нефтяника» и попал в заявку команды на вторую часть сезона 2016/17 годов. Дебютировал в футболке «ахтырчан» 9 апреля 2017 в ничейном (1:1) выездном поединке 24-го тура Первой лиги чемпионата Украины против «Полтавы». Сергей вышел на поле в стартовом составе, а на 54-й минуте его заменил Евгений Пасич. В середине декабря 2017 года продлил контракт с «Нефтяником-Укрнефтью».